# Sexto Empírico
- Commons
- Wikiquote

Sexto Empírico (em grego antigo: Σέξτος, Εμπειρικός, transl. Séxtos Empeirikós; em latim: Sextus Empiricus) (c. 160 d.C. – c. 210 d.C.) foi um médico e filósofo grego que viveu entre os séculos II e III d.C. 
Os seus trabalhos filosóficos são um dos melhores exemplos do ceticismo pirrônico e fonte da maioria dos dados referentes a essa corrente filosófica, opondo-se à astrologia e outras magias. Seus escritos foram publicados em latim pela primeira vez em 1562, por Henricus Stephanus. Seus conceitos influenciaram Montaigne e Hume.
Não se sabe de onde era originário, embora tenha vivido em Atenas, Alexandria e Roma. Recebeu o apelido de Empírico por suas concepções filosóficas porém, especialmente, por sua prática médica. Seus escritos, muito influenciados pelos de Pirro de Élis e Enesidemo, estão dirigidos contra a defesa dogmática da pretensão de conhecer a verdade absoluta, tanto na moral como nas ciências. 

## Escritos
As  obras conhecidas de Sexto Empírico são:
- Hipotiposes Pirronianas ou  Esboços Pirronianos (em três livros);[2][3]

- Contra os Matemáticos (Adversus Mathematicos),  geralmente conhecido como Contra os Professores, em seis livros: Contra os Gramáticos (Livro I), Contra os Retóricos (Livro II), Contra os Geômetras (Livro III), Contra os Aritméticos (Livro IV), Contra os Astrólogos (Livro V) e Contra os Músicos (Livro VI). É geralmente acreditado, com exceções de alguns estudiosos da obra de Sexto Empírico,  como Richard Bett, que esses livros compõem a obra madura e tardia do filósofo;

- Contra os Dogmáticos (Adversus Dogmaticos),  a saber:  Contra os Lógicos (Livros VII-VIII), Contra os Físicos (Livros IX-X) e Contra os Éticos (Livro XI). Esses livros VII-XI  formam um todo incompleto. Acadêmicos acreditam que pelo menos um, mas possivelmente todos os cinco, não compunham a obra inicial   que foi intitulada  Tratados Céticos (Skeptika Hupomnēmata).

Em suas Hipotiposes Pirronianas (em grego: Πυῤῥώνειοι ὑποτύπωσεις), Sexto Empírico  define o ceticismo  como "a faculdade de opor de todas as maneiras possíveis os fenômenos e os noúmenos; e daí chegarmos, pelo equilíbrio das coisas e das razões opostas (isostenia), primeiro à suspensão do julgamento (epokhé) e, depois, à tranquilidade (ataraxia)». 
Sexto Empírico defende uma posição relativista e fenomenalista a partir de uma posição cética antimetafísica e empirista. Segundo ele, as coisas existem, porém só o que podemos saber e dizer delas é de que maneira nos afetam - não o que são em si mesmas. Não obstante, sua epokhé não é tão radical como a de Pirro. Defende também uma ética do sentido comum e, ainda como pirrônico, aceita a indiferença (adiaphora) com respeito a todas as soluções morais; reivindica também a importância do empírico, razão pela qual defende que a vida prática deve reger-se por quatro guias: 
- a experiência da vida;
- as indicações que a natureza nos dá através dos sentidos;
- as necessidades do corpo;
- as regras das artes.

Faz uma crítica do silogismo, que considera um círculo vicioso, e coloca sob suspeita a noção de signo, especialmente tal como o entendiam os estoicos. Critica a teologia estoica, assinalando as contradições da noção estoica de divindade. Para os estoicos tudo quanto existe é corpóreo; portanto, assinala Sexto, também o há de ser a divindade. Porém um corpo pode ser simples ou composto. Se é composto, pode decompor-se e, portanto, é mortal; se for simples, é um dos elementos: terra, ar, água ou fogo -  e, então, é inerte e inanimado. Daí se segue que a divindade, ou bem é mortal, ou bem é inanimada, o que é, em ambos casos, absurdo. Além deste argumento, Sexto Empírico atacava a noção de divindade apelando a outros raciocínios. Em todos eles, reforçava a ideia cética da necessidade da epokhé ou da suspensão do julgamento. Ademais, destacou, também, a noção de causa.
Em geral, sua obra é importante porquanto é uma das fontes do conhecimento do pensamento antigo. Concretamente, sua Adversus mathematicus aporta dados importantes para o conhecimento da história da astronomia, da gramática e da ciência antiga, assim como da teologia estoica.

## Obra
- Sexti Empirici Adversus mathematicos, hoc est, adversus eos qui profitentur disciplinas, Gentiano Herveto Aurelio interprete, Parisiis, M. Javenem, 1569 (Vicifons).

## Obras sobre Sexto Empírico
- Sexto Empírico e o ceticismo grego, de Mary Mills Patrick.